# Stade Vila-Capanema
Pour les articles homonymes, voir Capanema (homonymie).
Le stade Durival-Britto-e-Silva ou stade Vila Capanema est un stade de football brésilien se situant à Curitiba. Construit en 1947, il possède alors une capacité de 15 000 places.

## Histoire
Il accueille deux matchs du premier tour de la Coupe du monde de football de 1950, Espagne-USA et Suède-Paraguay.
Ce stade est en l'honneur de l'ancien président d'une compagnie ferroviaire, le Colonel Durival Britto e Silva.
Une équipe utilise ce stade, le Paraná Clube (D2 brésilienne), mais comme terrain d'entraînement. De nos jours[Quand ?] le stade a une capacité de 20 083 places.